# Соляна копальня в Торрев'єха
Соляна копальня в Торрев'єха — виробничий майданчик з видобутку кам'яної солі на східному узбережжі Іспанії, між Картагеною та Аліканте.
Перші ознаки видобутку солі в районі Торрев'єха належать ще до римських часів, при цьому роботи були пов'язані з лагуною Ла-Мата (на північ від Торрев'єха). Що стосується перших письмових свідчень про соляний промисел, то вони належать до 13 століття. Після оголошення в 1778-му вільної торгівлі з колоніями сіль з Торрев'єха почали вивозити до Аргентини, Уругваю та інших місць.
У 1803-му започаткували видобуток солі в лагуні Торрев'єха, що лежить на захід від однойменного міста та відділена від моря перешийком завширшки близько одного кілометра. Первісно сіль завантажували на кораблі просто в лагуні Торрев'єха, допоки в 1958-му не звели нову греблю, яка припинила захід суден з моря до лагуни.
У 1970-му для поповнення запасів солі до лагуни Торрев'єха проклали розсолопровід, що подав ресурс з соляного діапіру Піносо, що за пів сотні кілометрів на північний захід від Торрев'єха.
Наразі промисел може продукувати 600—650 тисяч тонн солі на рік, а належний до нього причальний комплекс здатний завантажувати судна вантажоємністю до 30 тисяч тонн. Близько половини продукції відправляють на експорт.
Також можливо відзначити, що одним зі споживачів солі з Торрев'єха був завод хімії хлору в Понтеведра, який діяв з 1968 по 2018 роки та станом на 2010-ті роки при роботі на повній потужності потребував 47 тисяч тонн хлориду натрію на рік.